# Eliel Saarinen
Gottlieb Eliel Saarinen (Rantasalmi, 20 agosto 1873 – Bloomfield Hills, 1º luglio 1950) è stato un architetto finlandese.
Formatosi nel clima artistico nordeuropeo, fu influenzato dall'Art Nouveau degli architetti inglesi e tedeschi. Il suo capolavoro europeo è la stazione ferroviaria di Helsinki (1910-1914), romanticamente medievalizzante ma disegnata con sensibilità moderna e con richiami a motivi autoctoni (come il poema epico Kalevala) contaminati da suggestioni che provengono dall'ambito secessionista finlandese di quel periodo.
Dopo aver partecipato al concorso per il grattacielo della Chicago Tribune (secondo premio) si trasferì negli Stati Uniti d'America nel 1923; si mantenne fedele alla sua formazione culturale nel complesso di edifici della Cranbrook Academy (1925-1940) ma fu certamente influenzato dalla cultura americana e dalla personalità del figlio Eero col quale collaborò, dal 1937, nelle opere successive.

## Opere
Hvitträsk, dimora situata a 30 km da Helsinki progettata in collaborazione con gli architetti Armas Lindgren e Herman Gesellius.